# Citrus garrawayi
Citrus garrawayi là một loài thực vật có hoa trong họ Cửu lý hương. Loài này được F.M.Bailey mô tả khoa học đầu tiên năm 1900.